# Центр надання адміністративних послуг
Це́нтри нада́ння́ адміністрати́вних по́слуг (ЦНАПи) в Україні — це установи, у яких різні групи осіб можуть отримати широкий спектр адміністративних послуг у комфортних умовах. Створюються місцевими радами та місцевими державними адміністраціями і обслуговують фізичних та юридичних осіб. Можуть мати територіальні підрозділи, віддалені робочі місця та мобільні офіси для легшої доступності.

## Історія
ЦНАПи почали створюватися у 2013 році на виконання Закону України «Про адміністративні послуги».
Окрім підвищення доступності та якості державних послуг, створення розгалуженої мережі ЦНАПів сприяє створенню прозорої і підзвітної багаторівневої системи врядування, яка реагуватиме на потреби громадян, а також сприяє зростанню кількості робочих місць навіть в невеликих населених пунктах.
У 2021 році Міністерство цифрової трансформації України розпочало програму модернізації ЦНАПів і утворення ЦНАПів нової формації — «Центрів Дії». У таких центрах окрім адміністративних послуг, також можливо буде отримати консультації стосовно онлайн-послуг та бізнесу, комунальних послуг та безоплатної правової допомоги, а комп'ютери — забезпечені доступом до інтернету.
На початку жовтня 2023 року, згідно з повідомленням Міністерство енергетики України, Україна та Південна Корея розпочали втілення в життя проєкту зі встановлення сонячних електростанцій на будівлях ЦНАПів. Загальна вартість проєкту складає 18 млн доларів США, які будуть надані корейською стороною. Реалізацію проєкту заплановано на 2024—2026 роки у трьох областях: Івано-Франківській, Житомирській та Одеській. 

## Статистика
Станом на вересень 2014 року, ЦНАПи діяли в 11 регіонах (14 міст).
Після початку активного впровадження реформи децентралізації спроможні об'єднані громади отримали ширші повноваження, ресурси та відповідальність. Це призвело до того, що в громадах почали відкриватись ЦНАПи, в яких отримати найнеобхідніші адміністративні послуги у комфортних умовах. Перелік послуг, що можуть надаватися на місцях, постійно розширюється.
Станом на липень 2017 року, кількість ЦНАПів значно зросла та налічує 713 ЦНАПів, що функціонують як у великих містах, так і в невеликих ОТГ. На додачу до цього, в грудні 2017 року Віце-прем'єр-міністр — Міністр регіонального розвитку, будівництва та ЖКГ України Геннадій Зубко відкрив перший в Україні мобільний ЦНАП, що почав свою роботу в Славутській громаді Хмельницької області за підтримки програми «U-LEAD з Європою».
Станом на січень 2019 року за офіційною інформацією, наданою Мінекономрозвитку, в Україні функціонує 778 центрів, а саме: 325 – створено органами місцевого самоврядування (у тому числі 40 територіальних підрозділів), з яких 125 центрів утворено в об’єднаних територіальних громадах, 453 – створено місцевими державними адміністраціями (у тому числі 10 районних у місті Києві та 5 територіальних підрозділів). Крім того, органами місцевого самоврядування створено 90 віддалених місць для роботи адміністраторів центрів, у тому числі 68 – у об’єднаних територіальних громадах, а також 3 мобільних центри. 

## Послуги
В більшості ЦНАП надаються послуги в межах повноважень місцевих рад та держадміністрацій.
До переліку послуг виконавчої влади, які можуть надаватися через ЦНАП включено сотні різних послуг, зокрема:
- Оформлення паспорту та документу для виїзду за кордон;
- Видача різноманітних посвідчень, витягів, дозволів та довідок, зокрема архівних;
- Реєстрація місця проживання, суб'єктів-господарювання і юридичних осіб;
- Вирішення питань щодо нерухомого майна та землеустрою: озеленення, операції із землею, будівництво, введення в експлуатацію тощо;
- Розміщення та регулювання зовнішньої реклами, роботи закладів торгівлі;
- Екологічні дозволи та з підвищеної небезпечності;
- Санітарно-епідеміологічні експертизи;
- Матеріальна допомога та ін.

Перелік послуг ЦНАП постійно збільшується та залежить від чинного законодавства.
В більшості ЦНАП діють вебплатформи, де є можливість онлайн подати запити і/або простежити за розглядом власного подання.

## Прийом громадян
В деяких містах, зокрема у Вінниці та Харкові, створено територіальні філії ЦНАП задля поліпшення їх доступності. В інших містах центри діють в єдиному місці.
Графік роботи ЦНАП частково регулюється Законом України «Про адміністративні послуги» та має складати не менше 42 години впродовж тижня, в тому числі в суботу не менше 6 годин. Крім цього, не менше одного дня на тиждень ЦНАПи мають працювати до 20:00 години.
| Понеділок  | Вівторок    | Середа     | Четвер      | П'ятниця   | Субота     |
| ---------- | ----------- | ---------- | ----------- | ---------- | ---------- |
| 9:00—18:00 | 10:00—20:00 | 9:00—18:00 | 10:00—20:00 | 9:00—18:00 | 9:00—15:00 |